# 2014 WB556
2014 WB556 est un objet transneptunien du disque des objets épars, ayant un aphélie à 560 UA il est considéré comme transneptunien extrême.